# Podhorní vrch
Podhorní vrch (místním označením Podhora) je zalesněná hora v okresu Cheb, ležící asi 4 kilometry severovýchodně od Mariánských Lázní, nejvyšší vrchol Tepelské vrchoviny. Vrchol je tvořen dvěma vrcholy. Nadmořská výška severní vrcholu je 849,7 metrů a jižního 850,1 metrů. Z vrcholové skály jižního vrcholu se směrem k severovýchodu otevírá pohled na Tepelskou vrchovinu a Slavkovský les, k severozápadu na Smrčiny k jihozápadu na Český les.
V sedle mezi oběma vrcholy stojí kovová radiokomunikační věž. Na jižním úpatí vede železniční Trať 149 Mariánské Lázně – Karlovy Vary. Území je hodně turisticky navštěvované, zejména pak výhledových vrchol. Z Mariánských Lázní vede přes obec Zádub-Závišín na Podhorní vrch turistická stezka.

## Geomorfologie, geologie a hydrologie
Geomorfologicky patří hora do celku Tepelská vrchovina, podcelku Toužimská plošina, okrsku Mariánskolázeňská vrchovina a podokrsku Zádubská vrchovina. V jejím rámci je samostatnou geomorfologickou částí. Podhorní vrch má pravidelný kuželovitý tvar a s jeho dvěma vrcholy dominuje krajině Tepelské vrchoviny. Podloží tvoří amfibolity mariánskolázeňského metabazitové komplexu. Vlastní hora vznikla sopečnou činností v třetihorách zhruba před 12 až 15 milióny lety a patří k nejmladším pozůstatkům vulkanické činnosti oherského riftu. Vulkanismus byl převážně efuzivního charakteru.
Podle posledních výzkumů se sopečná činnost projevila třemi navazujícími explozemi, z nichž první a třetí byly relativně klidné, doprovázené výlevy láv, druhá neklidnější s dramatickým vyvrhováním tufů.
V opuštěném lomu na severozápadním svahu hory byly v minulosti zaznamenány nálezy olivínu a až 10 mm velké krystaly nefelinu.
Vrcholem prochází hranice mezi povodím Teplé, jejíž horní tok míjí Podhorní vrch ze severu, a povodím Mže z jižní strany (Kosový potok). Pod Podhorním vrchem se na řece Teplá nachází vodní nádrž Podhora.
Vrcholová partie Podhorního vrchu je chráněna jako přírodní rezervace. Severovýchodně od vrcholu se poblíž Podhorní hájovny vyskytují mofety, výrony suchého oxidu uhličitého, které jsou geneticky spojené s vulkanickou činností. Tyto mofety jsou chráněny v přírodní památce Sirňák.

## Přírodní rezervace Podhorní vrch
Byla vyhlášena v roce 1997 Správou CHKO Slavkovský les, která území zároveň spravuje. Rozloha lokality je 31,85 ha. Předmětem ochrany jsou z geologického a vulkanologického hlediska unikátní relikty třetihorní sopečné aktivity a skalní a lesní rostlinná společenství.

## Flóra
Území je porostlé suťovými lesy s převahou javoru klenu (Acer pseudoplatanus) a jasanu ztepilého (Fraxinus excelsior) a fragmenty květnatých bučin ve východní části území. Zajímavostí jsou staré exempláře třešně ptačí (Prunus avium). Ze vzácnějších skalních druhů zde roste netřesk výběžkatý (Jovibarba globifera), kokořík vonný (Polygonatum odoratum), kokořík přeslenitý (Polygonatum verticillatum), v bučinách dymnivka bobovitá (Corydalis intermedia), na prameništích vzácně lipnice oddálená (Poa remota) a čarovník alpský (Circaea alpina). V lesních porostech s převládajícími kleny a jasany roste hojně lýkovec jedovatý (Daphne mezereum) a vraní oko čtyřlisté (Paris quadrifolia). V sedle mezi vrcholy roste oměj vlčí (Aconitum lycoctonum), na sutích vranec jedlový (Huperzia selago).